# Yumi Takada
Yumi Takada (高田 由美?, Takada Yumi; Tokyo, 21 settembre 1961) è una doppiatrice giapponese affiliata con la 81 Produce. È principalmente nota per i ruoli di Midori Yoshinaga in Shin Chan, di Ayeka in Chi ha bisogno di Tenchi? e di Miyuki Sonobe in Caro fratello.

## Ruoli principali
- Midori Yoshinaga in Crayon Shin-chan
- Etsuko in Hanappe Bazooka
- Ayeka Masaki Jurai in Chi ha bisogno di Tenchi?
- Midori-sensei in Ranma ½
- Noriko Okamachi/Sailor Ojo (ep 178) in Sailor Stars
- Hiroe Ogawa in Nageki no kenkō yūryōji
- Hatsuho Kazami in Onegai Teacher
- Miyuki Sonobe in Caro fratello
- Shelley Godwin in Xenosaga
- Shikijou Saori in Mahoromatic
- Jennifer Portman in This Ugly Yet Beautiful World
- Charlotte Flowers in Majokko Tsukune-chan
- Apis Mellitus in Kamen Rider Agito
- Tob in Lucy of the Southern Rainbow
- Sadie in Ai Shojo Pollyanna Monogatari